# Maja Pihler Stermecki
Maja Pihler Stermecki, znana tudi pod psevdonimom Bilbi, slovenska glasbenica in igralka, * 1981, Maribor

## Življenje
Z igralstvom in s petjem se je pričela ukvarjati že v srednji šoli. Leta 2000 je vpisala študij igralstva, petja in muzikala na Dunaju, ki ga je zaključila leta 2004.

## Delo
Po koncu študija je ustvarjala gledališke in lutkovne vloge ter avtorsko in gledališko glasbo v Berlinu, kamor se je tudi preselila. Leta 2010 se je vrnila v Slovenijo in se leta 2011 zaposlila v Lutkovnem gledališču Maribor.
Pod psevdonimom (Bilbi je sicer hebrejsko ime za Piko Nogavičko) je z možem Gregorjem Stermeckim posnela uspešen singl »Hvala za vijolice«, ki je bila dva tedna na prvem mestu lestvice SloTop50. Skladba je leta 2011 izšla na njenem debitantskem albumu z naslovom Drobne slike. Z naslovno skladbo s tega albuma se je uvrstila na festival Slovenska popevka 2011, kjer sta z Gregorjem Stermeckim prejela nagrado strokovne žirije za najboljše besedilo.

### Diskografija
| Leto | Album        | Skladbe |
| ---- | ------------ | --- |
| 2011 | Drobne slike | Veter joče, Kaj pa ti, Nič me ni sram, Hvala za vijolice, Jokala bom jutri, Ko tvoja sem še bla, Če srce se vname, Obljubi, Hipijska, Nič ne de, 505, Iskrice, Tisto ni bil maj                                |
| 2014 | Toskana      | Zaradi bolezni v ansamblu, To ni blues, Rdeči plašč, Ko se vrneš iz zapora, Pesem od včeraj, Toskana, Jernej, Kot sva bila, Ko pomivam posodo, Tiste snovi, Doma, Kitara leti v nebo                           |
| 2017 | Šibke točke  | Kamorkoli grejo ljudje, Resetiraj me, Šibke točke, Svet pod nama, Singl song, Shanti shanti, Romanca v dvigalu, Na pozabljenem koščku sveta, Lepo mi je s teboj, Učitelji, Ugasni luči, Božič je lep, Limonada |

## Nastopi na glasbenih festivalih

### Slovenska popevka
- 2011: »Drobne slike« (Maja Pihler Stermecki, Gregor Stermecki - Maja Pihler Stermecki, Gregor Stermecki - Primož Grašič) – nagrada strokovne žirije za najboljše besedilo, 11. mesto
- 2013: »V dnevni doma« (Maja Pihler Stermecki - Maja Pihler Stermecki, Gregor Stermecki - Tadej Tomšič) – 12. mesto

### EMA
- 2014: »To ni blues« (Maja Pihler Stermecki, Gregor Stermecki - Maja Pihler Stermecki, Gregor Stermecki - Maja Pihler Stermecki, Gregor Stermecki, Peter Dekleva)

### Melodije morja in sonca
- 2015: »Limonada« (Maja Pihler Stermecki, Gregor Stermecki - Rok Vilčnik - Peter Dekleva) – 11. mesto (6 točk)